# Rune Söderlund
Rune Ingemar Söderlund, född den 2 mars 1944 i Göteborg, död 11 april 2025 i Lund, var en svensk teolog.
Söderlund var docent vid Centrum för teologi och religionsvetenskap vid Lunds universitet, där han var universitetslektor 1987–2011. Han disputerade 1983 på en avhandling om predestinationsläran i den lutherska ortodoxin. Förutom de akademiska publikationerna medverkade Söderlund i tidskrifter och med föredrag i olika sammanhang.
Vid sidan av intresset för den kristna trosläran ägnade sig Söderlund åt studier i exegetik och bibelteologi. Bibelböckerna Höga Visan med sin kärlekspoesi och Johannes-litteraturen i Nya testamentet intresserade honom särskilt. Söderlund har också påvisat att författaren till Johannesevangeliet såväl som breven hämtat material från Höga Visan.